# Loki potok
Loki potok je potok, ki izvira v bližini naselja Vače pri Litiji in se kot levi pritok pri Spodnjem Hotiču izliva v reko Savo. Ima več manjših pritokov, edini imenovani pa je Skrivni potok.